# Закон (наука)
Зако́н — утверждение, выраженное словесно или математически  описывающее объективно существующие соотношения, связи между различными научными явлениями и объектами.  Закон предлагается в качестве объяснения фактов и признаётся на определённом этапе научным сообществом,  согласующимся с ними.  Непроверенное научное утверждение, предположение или догадку называют гипотезой.
Динамические законы описывают строго однозначные связи и зависимости, статистические описывают случаи, когда следствие носит вероятностный характер.
Закон, справедливость которого была установлена не из теоретических соображений, а из опытных данных, называют эмпирическим законом.

## Делимитация понятия
В науке существует множество принципов, которые, — по крайней мере, когда-то в прошлом — считались законами природы: закон всемирного тяготения, законы идеального газа, законы Менделя, законы спроса и предложения и т. д.
Другие важные для науки закономерности, как считается, не обладают этим статусом: в их число входят те, которые (в отличие от законов) с точки зрения учёных нуждались — или всё ещё нуждаются — в объяснении. Здесь можно говорить о регулярности океанских приливов, смещении перигелия Меркурия, фотоэлектрическом эффекте, расширении Вселенной и т. п. Кроме того, чтобы определить, что в действительности возможно, учёные прибегают к законам, но не к иным закономерностям: с точки зрения космологов возможность того, что наша Вселенная является замкнутой — или открытой — системой, связана с тем, согласуются ли эти модели с законами теории относительности. В статистической механике законы лежащей в её основе физической теории используются для определения динамически возможных траекторий в пространстве состояний системы.
Философы науки и метафизики рассматривали различные вопросы, связанные с понятием закона, но основным остаётся следующий: что такое закон? На него были даны два авторитетных ответа: системный подход Дэвида Льюиса и теория универсалий Дэвида Армстронга. Среди других интерпретаций проблемы — взгляды антиреалистов и антиредукционистов. Помимо основного вопроса, в современной литературе по теме уделяется внимание следующим проблемам: (i) супервентны ли законы фактам, (ii) какую роль они играют в связи с проблемой индукции, (iii) предполагают ли они метафизическую необходимость, (iv) какова их роль в физике и как она соотносится с их ролью в частных науках.

## Виды научных законов
По области применения:
- Физический закон — устойчивая повторяющаяся связь между явлениями, процессами и состояниями тел.
- Биологическое правило — обобщенный закон, принцип или правило, сформулированное для описания закономерностей, наблюдаемых в живых организмах.
- Языковой закон — общая закономерность, присущая конкретному языку или человеческому языку вообще.